# Cleveland Gladiators
Die Cleveland Gladiators waren ein Arena-Football-Team aus Cleveland, Ohio, das in der Arena Football League (AFL) gespielt hat. Das Franchise wurde 1997 als New Jersey Red Dogs gegründet und änderten ihren Namen 2001 in New Jersey Gladiators. 2003 folgte der Umzug nach Las Vegas zu den Las Vegas Gladiators, ehe 2008 der bislang letzte Umzug zu den Cleveland Gladiators erfolgte.

## Geschichte
Aktueller Eigentümer ist Daniel Gilbert, Gründer von Quicken Loans, einem US-Hypothekenfinanzierer. Das Franchise konnte in seiner Geschichte achtmal in die Playoffs einziehen.

### New Jersey Red Dogs (1997–2000)
Das Franchise wurde 1997 als New Jersey Red Dogs gegründet, das gleich in seinen ersten beiden Spielzeiten die Playoffs erreichen konnte.
Da Red Dog in Amerika eine bekannte Biermarke ist, haben Alkohol-Gegner erreicht, dass der Name Red Dogs in einem Sportverein unpassend sei. Zudem war die zweitgrößte Brauerei Amerikas Miller, Sponsor des Franchises. Das Franchise wurde daraufhin verkauft und der Name geändert.

### New Jersey Gladiators (2001–2002)
Die Gladiators erreichten 2002 die Playoffs und alles sah auch nach einem Verbleib des Franchises in New Jersey aus. Es wurden bereits Ticketpakete und Dauerkarten verkauft, ehe nur eine Woche vor dem ersten Saisonspiel verkündet wurde, dass das Franchise nach Las Vegas, (Nevada) umziehen würde, was für die Fans ein Schock war und auf Unverständnis traf.

### Las Vegas Gladiators (2003–2007)
In den fünf Jahren in Las Vegas erreichten die Gladiators nur einmal die Playoffs. Nachdem die Zuschauerzahlen einbrachen, zog das Franchise zum bis dato letzten Mal in eine andere Stadt. Ab 2008 spielten sie in Cleveland, Ohio.

### Cleveland Gladiators (2008–heute)
In Cleveland erfolgte ihre wohl erfolgreichste Zeit, mit fünf Playoffteilnahmen, darunter sogar eine ArenaBowl-Teilnahme 2014. Dieses verloren sie allerdings deutlich mit 32:72 gegen die Arizona Rattles. Nach der Saison 2017 gaben die Gladiators bekannt, dass sie für zwei Saisons aussetzen, da ihr Stadion größere Umbaumaßnahmen benötigt.
Nach der Saison 2019 musste die Arena Football League Insolvenz anmelden. In diesem Zuge wurden die Gladiators aufgelöst.

## Saisonstatistiken
| Jahr | Team                                    | Liga                                    | S                                       | N                                       | Platzierung                             | Playoffrunde |
| ---- | --------------------------------------- | --------------------------------------- | --------------------------------------- | --------------------------------------- | --------------------------------------- | --- |
| 1997 | New Jersey Red Dogs                     | AFL                                     | 9                                       | 5                                       | 2.                                      | 37:45-Niederlage gegen Orlando Predators Viertelfinale |
| 1998 | New Jersey Red Dogs                     | AFL                                     | 8                                       | 6                                       | 2.                                      | 66:59-Sieg gegen Albany Firebirds Viertelfinale 23:49-Niederlage gegen Tampa Bay Storm Halbfinale                                                         |
| 1999 | New Jersey Red Dogs                     | AFL                                     | 6                                       | 8                                       | 2.                                      | |
| 2000 | New Jersey Red Dogs                     | AFL                                     | 4                                       | 10                                      | 4.                                      | |
| 2001 | New Jersey Gladiators                   | AFL                                     | 2                                       | 12                                      | 4.                                      | |
| 2002 | New Jersey Gladiators                   | AFL                                     | 9                                       | 5                                       | 1.                                      | 46:49-Niederlage gegen Orlando Predators Viertelfinale |
| 2003 | Las Vegas Gladiators                    | AFL                                     | 8                                       | 8                                       | 3.                                      | 26:69-Niederlage gegen Arizona Rattlers Wild Card Game |
| 2004 | Las Vegas Gladiators                    | AFL                                     | 8                                       | 8                                       | 4.                                      | |
| 2005 | Las Vegas Gladiators                    | AFL                                     | 8                                       | 8                                       | 3.                                      | |
| 2006 | Las Vegas Gladiators                    | AFL                                     | 5                                       | 11                                      | 4.                                      | |
| 2007 | Las Vegas Gladiators                    | AFL                                     | 2                                       | 14                                      | 5.                                      | |
| 2008 | Cleveland Gladiators                    | AFL                                     | 9                                       | 7                                       | 3.                                      | 69:66-Sieg gegen Orlando Predators Wild Card Game 73:70-Sieg gegen Georgia Force Viertelfinale 35:70-Niederlage gegen Philadelphia Soul Halbfinale        |
| 2009 | AFL setzte Spielbetrieb in dem Jahr aus | AFL setzte Spielbetrieb in dem Jahr aus | AFL setzte Spielbetrieb in dem Jahr aus | AFL setzte Spielbetrieb in dem Jahr aus | AFL setzte Spielbetrieb in dem Jahr aus | AFL setzte Spielbetrieb in dem Jahr aus |
| 2010 | Cleveland Gladiators                    | AFL                                     | 7                                       | 9                                       | 3.                                      | |
| 2011 | Cleveland Gladiators                    | AFL                                     | 10                                      | 8                                       | 1.                                      | 41:50-Niederlage gegen Georgia Force Viertelfinale |
| 2012 | Cleveland Gladiators                    | AFL                                     | 8                                       | 10                                      | 2.                                      | |
| 2013 | Cleveland Gladiators                    | AFL                                     | 4                                       | 14                                      | 2.                                      | |
| 2014 | Cleveland Gladiators                    | AFL                                     | 17                                      | 1                                       | 1.                                      | 39:37-Sieg gegen Philadelphia Soul Halbfinale 56:46-Sieg gegen Orlando Predators Conference-Finale 32:72-Niederlage gegen Arizona Rattlers ArenaBowl XXVI |
| 2015 | Cleveland Gladiators                    | AFL                                     | 8                                       | 10                                      | 2.                                      | 35:47-Niederlage gegen Philadelphia Soul Viertelfinale |
| 2016 | Cleveland Gladiators                    | AFL                                     | 7                                       | 9                                       | 3.                                      | 56:52-Sieg gegen Los Angeles Kiss Halbfinale 42:82-Niederlage gegen Arizona Rattlers Conference-Finale                                                    |
| 2017 | Cleveland Gladiators                    | AFL                                     | 5                                       | 9                                       | 3.                                      | 59:73-Niederlage gegen Tampa Bay Storm Halbfinale |

## Zuschauerentwicklung
| Jahr | Team                           | Zuschauerdurchschnitt          |
| ---- | ------------------------------ | ------------------------------ |
| 1997 | New Jersey Red Dogs            | 11.043                         |
| 1998 | New Jersey Red Dogs            | 9.662                          |
| 1999 | New Jersey Red Dogs            | 5.066                          |
| 2000 | New Jersey Red Dogs            | 4.413                          |
| 2001 | New Jersey Gladiators          | 3.312                          |
| 2002 | New Jersey Gladiators          | 5.655                          |
| 2003 | Las Vegas Gladiators           | 9.791                          |
| 2004 | Las Vegas Gladiators           | 10.130                         |
| 2005 | Las Vegas Gladiators           | 9.475                          |
| 2006 | Las Vegas Gladiators           | 10.115                         |
| 2007 | Las Vegas Gladiators           | 5.383                          |
| 2008 | Cleveland Gladiators           | 14.031                         |
| 2009 | Spielbetrieb in AFL ausgesetzt | Spielbetrieb in AFL ausgesetzt |
| 2010 | Cleveland Gladiators           | 8.828                          |
| 2011 | Cleveland Gladiators           | 6.507                          |
| 2012 | Cleveland Gladiators           | 6.229                          |
| 2013 | Cleveland Gladiators           | 7.892                          |
| 2014 | Cleveland Gladiators           | 10.609                         |
| 2015 | Cleveland Gladiators           | 11.558                         |
| 2016 | Cleveland Gladiators           | 11.046                         |
| 2017 | Cleveland Gladiators           | 10.173                         |

## Stadion
Seit ihrem Umzug nach Cleveland absolvieren die Gladiators ihre Heimspiele im Rocket Mortgage FieldHouse. Sie teilen sich diese mit den Cleveland Cavaliers aus der NBA und den Cleveland Monsters aus der AHL.
Die Arena bietet Platz für 20.000 Zuschauer.

## Kader Saison 2017
| #  | Pos | Name                 | HT   | WT  | DOB      | EXP | College              |
| -- | --- | -------------------- | ---- | --- | -------- | --- | -------------------- |
| 11 | WR  | Barnett, Phillip     | 6'3  | 210 | 6/3/90   | 3   | Toledo               |
| 23 | K   | Basil, Drew          | 6'1  | 215 | 11/17/91 | R   | Ohio State           |
| 55 | OL  | Bice, Adam           | 6'4  | 315 | 6/30/89  | R   | Akron                |
| 3  | DL  | CatoBishop, Darryl   | 6'4  | 260 | 1/26/90  | 3   | North Carolina State |
| 24 | DB  | Holland, Jordan      | 5'10 | 190 | 3/15/94  | R   | Prairie View AM      |
| 6  | WR  | Gilson, Tom          | 6'2  | 200 | 11/6/88  | 4   | UMASS                |
| 51 | OL  | Land, Alex           | 6'4  | 310 | 4/21/92  | R   | Weber State          |
| 44 | OL  | Manley, Phillipkeith | 6'4  | 325 | 5/7/90   | 2   | Toledo               |
| 12 | QB  | Marsh, Tanner        | 6'4  | 215 | 5/29/90  | R   | Arkansas Tech        |
| 56 | DL  | McGinnis, Willie     | 6'3  | 290 | 1/3/89   | 4   | Rhode Island         |
| 8  | LB  | Moore, Terence       | 6'2  | 225 | 3/5/87   | 6   | Troy                 |
| 2  | QB  | Nelson, Arvell       | 6'5  | 230 | 9/27/88  | 4   | Texas Southern       |
| 5  | DB  | Obi, Fred            | 6'1  | 195 | 9/7/90   | 2   | San Diego            |
| 9  | DL  | Obi, KC              | 6'2  | 250 | 9/14/90  | 3   | North Texas          |
| 10 | WR  | Outlaw, Lonnie       | 6'7  | 220 | 5/10/92  | 2   | Miles                |
| 19 | WR  | Preston, Micheal     | 6'5  | 215 | 6/1/89   | 1   | Heidelberg           |
| 33 | FB  | Richardson, Jeramie  | 6'1  | 275 | 12/6/83  | 5   | Angelo State         |
| 99 | DL  | Seither, Nick        | 6'3  | 270 | 3/2/93   | 1   | Georgetown KY        |
| 18 | WR  | Sims, Quentin        | 6'3  | 205 | 7/11/90  | 2   | Tennessee Martin     |
| 4  | DB  | Stephens, Brandon    | 5'11 | 210 | 12/4/87  | 3   | Miami OH             |
| 77 | OL  | Sterling, Aslam      | 6'5  | 325 | 8/20/92  | 1   | Kansas               |
| 50 | DL  | Summers, Derrick     | 6'1  | 260 | 8/19/88  | 6   | Toledo               |
| 17 | WR  | Taylor, Collin       | 6'0  | 200 | 2/28/87  | 7   | Indiana              |
| 20 | DB  | Veal, Kenny          | 5'11 | 190 | 5/26/89  | 2   | Toledo               |

Quelle: